# Caractère hypertélique
Le terme hypertélie ou caractères hypertéliques est donné aux caractéristiques extravagantes des animaux, les traits hypertrophiés tels que la queue du paon ou les bois des cervidés. Étymologiquement, ces termes signifient une tendance à aller au-delà (uper en grec) de l'utilité, de la finalité (télos en grec).
Ces traits ornementaux particuliers avaient troublé Charles Darwin parce que leur apparition ne pouvait être expliquée par la seule théorie de la sélection naturelle. Darwin a élaboré sa nouvelle théorie de la sélection sexuelle pour en expliquer l'origine.
En fait, les traits hypertéliques ou exubérants résultent de l'action de la sélection sexuelle et du conflit sexuel entre les partenaires. Le choix réitéré des femelles pour des mâles disposant de ces caractères pourrait constituer une explication de leur intérêt. Toutefois, certains biologistes insistent sur le fait que ces traits sont souvent associés à des caractères de combat (mandibules hypertrophiées, bois, cornes) et dépendent moins de la préférence des femelles que de l'antagonisme des relations.
Pour le biologiste Thierry Lodé, cette hypertrophie provient de la tendance générale de l'évolution à produire des stimulus supranormaux.
Patrick Tort, directeur de l’Institut Charles Darwin International, a fait l’histoire critique du concept d’hypertélie en le resituant dans sa matrice darwinienne, et a étudié son lien avec la naissance biologique du symbolique.